# IC 4653
IC 4653 — галактика типу SB0-a (компактна витягнута галактика) у сузір'ї Жертовник.
Цей об'єкт міститься в оригінальній редакції індексного каталогу.